# Zwangsmäander

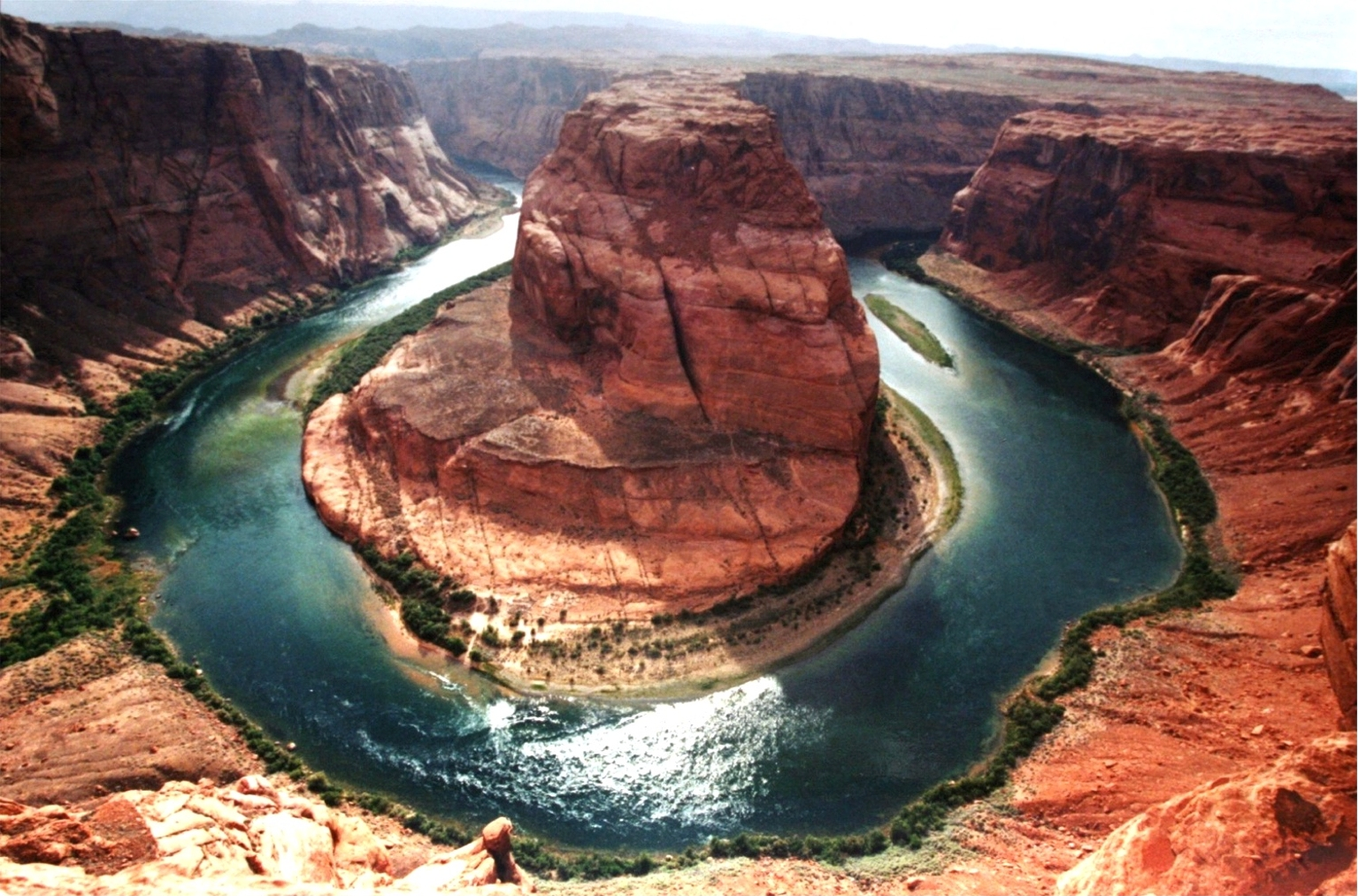
„Horseshoe Bend“ des Colorado River

Ein Zwangsmäander gehört zu den Mäandern und bezeichnet (in der Regel tief) eingeschnittene Mäander mit meistens symmetrischem Querschnitt.
Diese können sich aus Flussschleifen „vererben“, die in der Regel von – durch die Dynamik des Wassers bewirkten – Ausspülungen an Ufern (Prallhang) herrühren und sich dann durch Sohlen- und Tiefenerosion immer tiefer in ein Relief einschnitten.
Zwangsmäanderbildung setzt aber nicht unbedingt freie Flussschlingen voraus, sondern kann sich auch aus geologischen Gegebenheiten (Petrographie) heraus entwickeln. Geeignete Ausgangslagen sind widerständige flachlagernde Sedimentgesteine, z. B. Hauptbuntsandstein, Hauptmuschelkalk, Wellenkalk oder Weißjurakalk, sowie in den Gesteinen der aus der in Südwest-Nordost-Richtung verlaufenden Erdfaltung erfolgten Gebirgsbildung (Variszische Orogenese) des Rumpfes Mitteleuropas.
Der Fluss ist bestrebt, durch ein geringeres Gefälle das gestörte Gleichgewicht wiederherzustellen, wobei ihn die widerständige Gesteinsplatte zur  Schlingenbildung zwingt. Die Schlingen führen zu Laufveränderungen und Gefälleverminderung. Danach wird das zugeführte Material durch die Wasserbewegung abtransportiert. Flüsse leisten auch im Gleichgewichtszustand Tiefenerosion. Auf diese Weise schneiden sich die Schlingen immer tiefer ins Gestein ein.